# Сибирцев, Всеволод Михайлович
Все́волод Миха́йлович Сиби́рцев (18 [30] июля 1893, Санкт-Петербург — 28 (29?) мая 1920, станция Муравьёво-Амурская) — революционер, участник Гражданской войны 1918—1920 годов на Дальнем Востоке, борец за советскую власть. Двоюродный брат писателя Александра Фадеева.

## Биография
Стал членом большевистской партии уже в 1913 году. В 1910-х годах учился в Петербургском политехническом институте, в юнкерском училище.
В январе 1918 года как член большевистской партии уехал во Владивосток, где через два месяца стал секретарем исполкома Владивостокского совета. Член военного совета.
С июня 1918 года по август 1919 года после мятежа белочехов находился в плену, после чего бежал во Владивосток, где вскоре стал редактором нелегальной газеты «Коммунист» и проводил политическую агитацию среди партизан.
5 апреля 1920 года вместе с Сергеем Лазо и Алексеем Луцким был схвачен японскими интервентами, а в конце мая все трое были расстреляны, а их трупы сожжены в паровозной топке белогвардейцами (о сожжении см. Сергей Лазо) на станции Муравьёво-Амурская (сейчас — станция Лазо).

## Память
В честь В. М. Сибирцева были названы: железнодорожная станция и посёлок Сибирцево Черниговского района Приморского края и рыбоконсервная плавучая база «Всеволод Сибирцев», а также ряд улиц в населённых пунктах края.

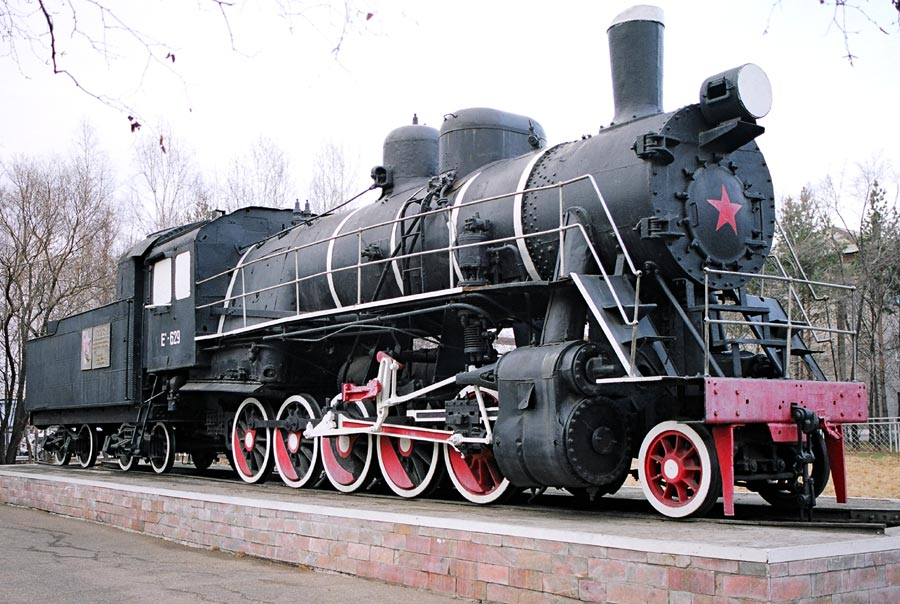
Паровоз Ел−629, в топке которого были сожжены Сибирцев и его товарищи, в 1972 году установлен как памятник на станции Уссурийск
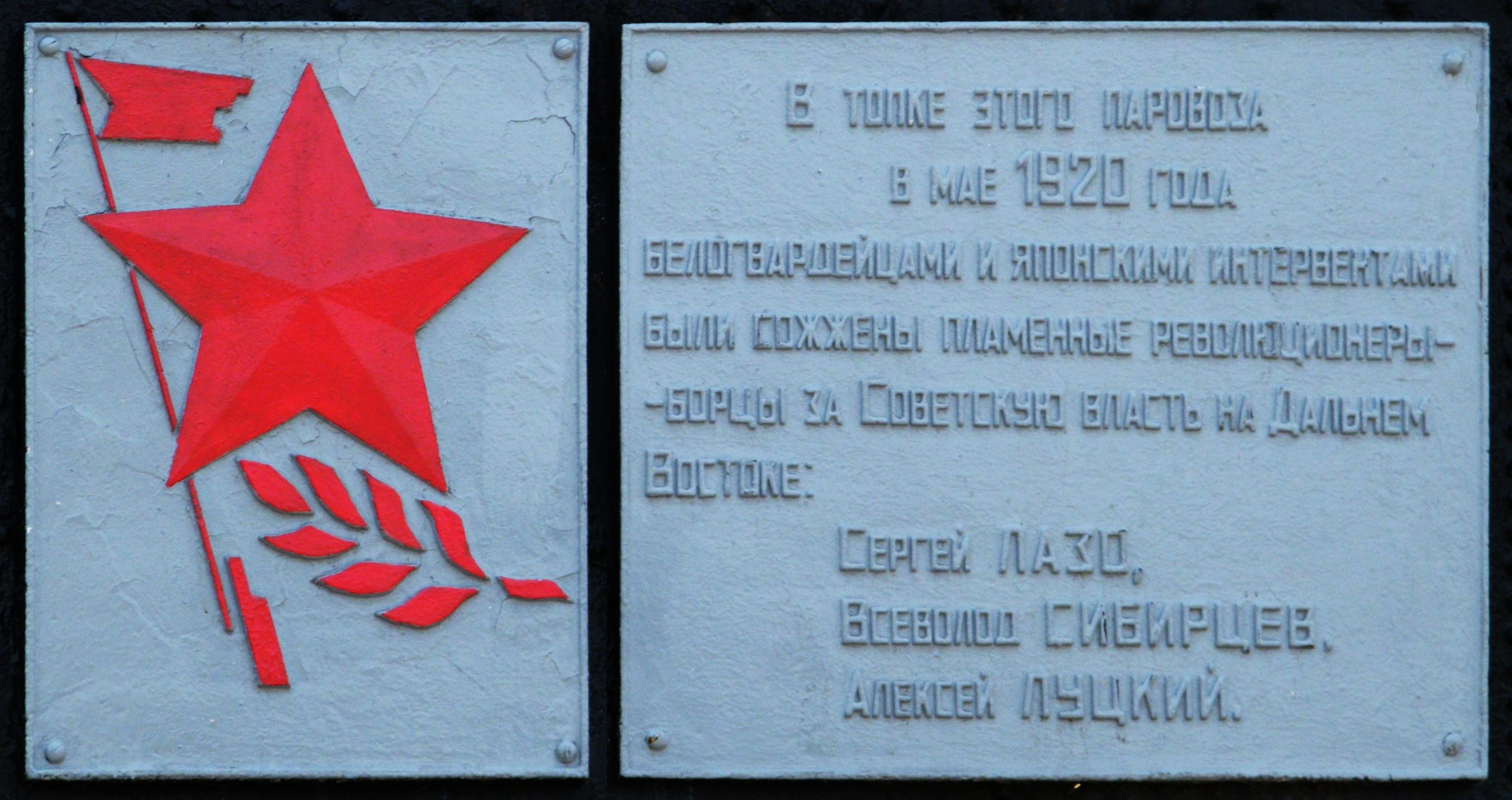
Мемориальная табличка на тендере паровоза Ел−629
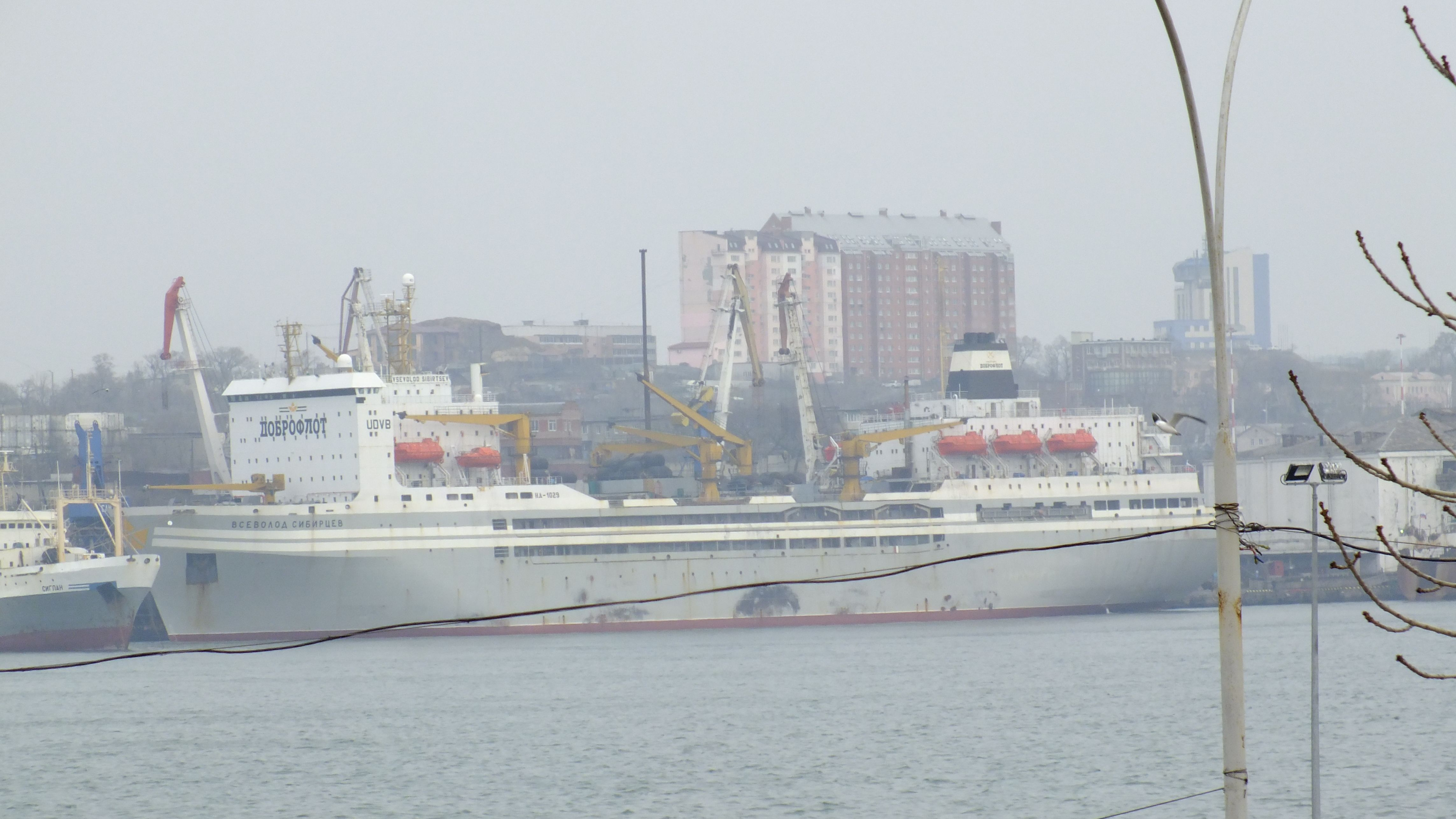
Плавбаза «Всеволод Сибирцев» во Владивостоке

## В кино
- Художественный фильм «Сергей Лазо» (1968). В роли Сибирцева — Владимир Зайчук.
- Художественный фильм «Владивосток, год 1918» (1982). В роли Сибирцева — Андрей Ростоцкий.
- Телевизионный художественный фильм «Жизнь и бессмертие Сергея Лазо» (1985). В роли Сибирцева — Владимир Шуранов.